# Dragon Ball Online
Dragon Ball Online (ドラゴンボールオンライン Doragon Bōru Onrain?) es un MMORPG para PC basado en la serie de manga de Dragon Ball. Tuvo su primer periodo de pruebas en 2009. En 2010 el servidor de Corea a cargo de nertmarble abrió sus puertas, más tarde lo harían las versiones Taiwán (2011) y Hong kong (2012) Pero en 2013 todos estos servidores cerraron definitivamente. Corea el 26 de septiembre de 2013, Taiwán y Hong Kong el 31 de octubre de ese mismo año. Hubo planes para un servidor chino a cargo de ShandaGames pero no sucedió.
Actualmente el juego ha revivido en diferentes servidores privados creados por los fans. 
Dragon Ball Online es la historia del futuro del manga Dragon Ball, el cual se soporta en la idea de viajes en el tiempo con el fin de revivir los sucesos y ser parte de ellos. El autor Akira Toriyama trabajó en el diseño conceptual de mapas, personajes, clases y habilidades de los personajes (con técnicas vistas en la serie), armaduras y cosméticos de todo tipo. Es el primer juego de Dragon Ball donde puedes crear un personaje a gusto, ya sea Humano, Namek o Majin.

## Historia
Los eventos de Dragon Ball Online toman lugar en el año 1000 (226 años después de la saga de Boo) con la amenaza de un nuevo grupo de villanos liderado por Mira y Towa. Los cuales provienen del mundo de los demonios e intentan invadir la Tierra en el año 2000, con la ayuda del ejército de Freezer y el Ejército de la Patrulla Roja (ahora el Ejército de Pantalones Rojos), pero actualmente tienen sus ojos puestos en el pasado viajando por el tiempo . El propósito de estos es obtener el ADN de Goku, que Mira utilizará para fortalecerse cuando invada la Tierra en el futuro. Actualmente, todos los secuaces conocidos del Ojo Oscuro han estado bajo el efecto de control mental. Las víctimas controladas por la mente se caracterizan por una gema verde marcada con una "X" que reposa en su frente (en algunos casos una máscara)
El jugador toma el papel de un personaje de un período de tiempo desconocido que es absorbido por una grieta en el tiempo, causado por Mira y el Ejército de Towa. Finalmente, el jugador se abre camino hasta el año 1000 (con la ayuda de la Patrulla del Tiempo y Trunks)  a lo largo del juego, el jugador podrá viajar a diferentes períodos de tiempo para cambiar el pasado y corregir el presente.
También se debe tener en cuenta que todos los eventos que presencia el jugador en la Edad 1000 solo tienen lugar en el planeta Tierra, donde las razas Majin y Namekian comienzan su viaje, al igual que los Humanos. El nuevo planeta Namek fue destruido por Mira en el año 853 y algunas secciones de la Tierra se han transformado para parecerse a su planeta de origen.

## Sistema de juego
Este juego consta de un sistema básico, que puede compararse al de otros juegos como World of Warcraft. Consta de una interfaz sencilla e intuitiva, un sistema de misiones común (Matar x cantidad de enemigos, Recoger x cantidad de materiales...) además de contar con un mundo abierto que hará más amena la experiencia de juego. Entre los sistemas Pvp más destacados esta el Rank Battle que consta de duelos 1vs1 y grupos hasta 5v5, muy similar al Budokai Tenkaichi (Torneo de Artes Marciales) y el sistema de Dojo Scramble el cual puede ser de 30vs30 por el dominio de un lugar a modo Guild Housing. Existen algunos otros pero estos son los principales. Conceptos básicos: LP: Life Points (Puntos de Vida). EP: Energy Points (Puntos de Energía). RP: Rage Points (Puntos de Ira). AP: Air Points (Puntos Aéreos). SP: Skill Points (Puntos de habilidades)

## Razas y clases
El juego consta de 3 clases Humanos, Nameks y Majins. No existe una raza Saiyajin dado que esta se encuentra extinta aunque los humanos tienen cierta cantidad de Adn de estos.
- Humanos:

Inspirados por la mayoría de los guerreros Z en el manga. Esta raza consta de Espiritistas y Artistas Marciales.
Espiritista: Ermitaño Grulla
Los grullas son luchadores que usan un abanico para liberar sus habilidades especiales. Conocido por tener un mayor número de habilidades con DOT (sangrado) y muy bueno tanto en PVP (Jugador contra Jugador) como en PVE (Jugador contra Ambiente).
Espiritista: Ermitaño Tortuga
Los tortugas tienen habilidades fuertes que lo ayudan a ubicarse como una de las mejores clases para el Pve (Jugador contra Ambiente) Su baja resistencia la compensan con su alto ataque.
Artista Marcial: Luchador
Humanos que usan un bastón al mejor estilo del anime. Tienen alta probabilidad de Esquivar y gran daño que se equilibra a su vez con su baja defensa.
Artista Marcial: Espadachín
Inspirado por Trunks y otros personajes, la espada en este momento es la clase que tiene un daño muy bueno, pero nada que socave a otras clases.
- Nameks

Estos llegaron al planeta Tierra dado que el Ojo oscuro destruyó su mundo natal. Los nameks pueden ser Clan dragón o Guerreros
Clan Dragon: Poko Priest
Esta clase puede invocar monstruos y constan de una gran velocidad de ataque, perfecta para el pvp.
Clan Dragon: Dende
Esta  clase se especializa en el soporte, es fundamental para cualquier tipo de mazmorra.
Namek Guerrero: Guerrero Oscuro
Un tanque, aunque con poco ataque compensa su labor con la gran cantidad de daño que puede soportar.
Namek Guerrero: Caballero de las Sombras
Un tanque también, pero por sus habilidades tiende a destacar más en el pvp.
- Majins

La raza majin proviene del conocido Majin Boo, el cual en algún momento intento reproducirse haciendo copias de sí mismo hasta llegar a ser toda una raza.
Majin Poderoso: Definitivo
Estos majins se especializan en brindar buff de soporte, por lo cual son fundamentales en los grupos aunque por sí mismo puede ser un excelente personaje para pve o pvp.
Majin Poderoso: Cheff
Estos majins se especializan en brindar buff que favorecen al ataque. Junto al majin definitivo pueden facilitar cualquier dungeon.
Majin Maravilloso: Plasma
Una clase fuerte en el pve por sus ataques de área aunque también puede ser útil para competir en torneos de grupo.
Majin Maravilloso: Karma
Una clase bastante ofensiva que usa el ataque rápido más una gran cantidad de stuns que  lo hacen perfecto para el pvp. En el pve es bastante útil por su rapidez y mezclado con el poko hacen una combinación requerida para las mazmorras más complicadas.

## Enemigos
Los enemigos que se pueden encontrar en el juego son principalmente animales, miembros de la Red Pants o el ojo oscuro. Los cuales forman parte del ambiente del juego y son necesarios para completar la mayoría de las misiones de mundo.
También existen enemigos especiales a los cuales se dirigen las dungeones pero esto siempre con influencia del ojo oscuro o los red pants.

## Juegos basados en la historia de Dragon Ball Online
- Dragon Ball Xenoverse
- Dragon Ball Xenoverse 2
- Dragon Ball Heroes (una de sus expansiones)

## Dragon Ball Online y los jugadores occidentales
Una gran cantidad de jugadores americanos y europeos hicieron parte de la comunidad de DBO. La mayoría en el servidor de Taiwán. Para estos era difícil comprar artículos al proveedor oficial del juego, además de no recibir asistencia de la administración, todo ello combinado con el problema que causaba el idioma asiático cuyo conocimiento no es regular para americanos o europeos. Se puede ver en Youtube miles de vídeos de gameplay y tutoriales de DBO en inglés y español, realizados por jugadores occidentales. Después del cierre, nacieron algunas campañas en redes sociales para intentar conseguir un servidor oficial e internacional de DBO. NTL y Bandai Namco respondieron recién en 2019 a un youtuber y administrador de DBOG, que no hay planes para traer devuelta un servidor de DBO y que su cierre se debió a la venta de los archivos base por parte de NTL a Bandai para el desarrollo de otros juegos (Dragon Ball Xenoverse 1&2, Dragon Ball Heroes).
En aquel momento surgieron 2 campañas que buscaban un DBO oficial: DBO Latinoamérica YA y Volta DBO, estas se dedicaron a enviar misivas a empresas de videojuegos para solicitarles que buscaran la manera de traer un DBO (Esto sin conocer la venta de archivos de NTL a Bandai). Ambos grupos desaparecieron.
Otras personas se dedicaron a crear un emulador del juego basándose en una versión de 2009 (0.59) y más tarde a la última versión liberada en el servidor Taiwán que fue la 1.69. Actualmente existen dos proyectos los cuales son Dragon Ball online Global y Dragon Ball Online Universe Revelations. Estos grupos siguen trabajando aunque el servidor global es el que más avance ha conseguido en estos años.